# Mai 2016
Acest articol este generat integral pe baza informațiilor din articolul 2016 și este actualizat periodic de un robot.
 Editările făcute în articol vor fi șterse la următoarea actualizare! Dacă doriți să faceți modificări, editați articolul-sursă.

ianuarie -
februarie -
martie -
aprilie -
mai -
iunie -
iulie -
august -
septembrie -
octombrie -
noiembrie -
decembrie
Mai 2016 a fost a cincea lună a anului și a început într-o zi de duminică.

## Evenimente

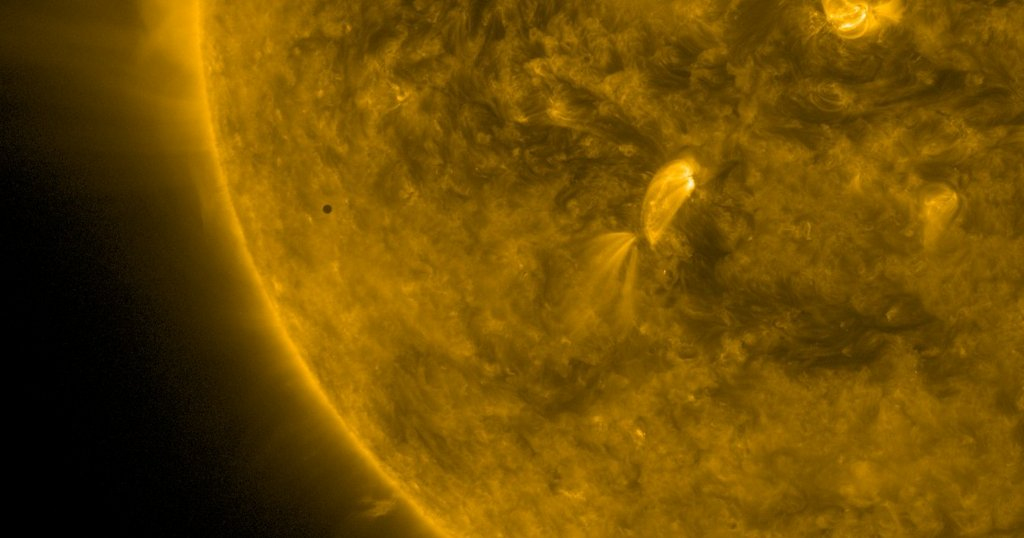
9 mai: Se produce tranzitul lui Mercur. Tranzitul a avut o vizibilitate completă în America de Sud, estul Americii de Nord și Europa Occidentală; tranzit parțial vizibil în tot restul lumii, inclusiv în România, cu excepția Australiei și a Asiei Orientale.

- 2 mai: Cercetătorii au informat în revista Nature descoperirea a trei planete de mărrimea Terrei ce orbitează în jurul unei stele mici, aflate la 40 de ani lumină depărtare, în constelația Vărsător. Descoperirea marchează prima oară când sunt găsite planete orbitând un tip comun de stea cunoscută ca pitică ultra-rece (ultra-cool dwarf).[1][2]
- 5 mai: Donald Trump nu mai are oficial nici un adversar în cursa pentru învestitura republicană pentru Casa Albă după retragerea oficială a guvernatorului de Ohio, John Kasich.
- 5 mai: Incendiu uriaș în Canada care a forțat 88.000 de oameni să fugă din orașul petrolier Fort McMurray, Alberta din vestul țării si a ars peste 1.600 de locuințe.
- 6 mai: Deputatul Sadiq Khan, membru al opoziției laburiste, a fost ales primar al Londrei, devenind primul edil musulman al unei mari capitale occidentale.[3]
- 8 mai: CSM București a câștigat trofeul Ligii Campionilor Europeni la Handbal Feminin, după ce a învins formația maghiară Győri Audi ETO în finala desfășurată la Sala Sporturilor László Papp din Budapesta.
- 9 mai: Se produce tranzitul lui Mercur. Tranzitul a avut o vizibilitate completă în America de Sud, estul Americii de Nord și Europa Occidentală; tranzit parțial vizibil în tot restul lumii, inclusiv în România, cu excepția Australiei și a Asiei Orientale.
- 10 mai: A început a 61-a ediție a Concursului Muzical Eurovision 2016 de la Stockholm. Finala a fost câștigată de cântăreața Jamala din Ucraina cu melodia 1944.
- 12 mai: Scutul american antirachetă de la Deveselu a fost activat. Rusia a criticat puternic lansarea sistemului de apărare antirachetă american din România, denunțând o amenințare directă la securitatea sa și promițând în schimb să își întărească capacitățile militare.
- 17/20 mai: Se organizează la Iași și Chișinău, a VIII-a ediție a Festivalului Internațional de Poezie „Grigore Vieru".
- 18 mai: În perioada 18-22 mai de desfășoară Festivalul Internațional de Poezie București, ediția a VII-a, având ca invitați peste 100 poeți din peste 20 de țări.
- 19 mai: O nouă specie de dinozaur cu coarne, Machairoceratops cronusi, despre care se crede că a trăit în urmă cu circa 77 de milioane de ani, a fost descoperită în sudul statului Utah.[4]
- 19 mai: Avionul EgyptAir Zborul 804 care zbura pe ruta Paris - Cairo, cu 66 de oameni la bord, s-a prăbușit în Marea Mediterană.
- 27 mai: Barack Obama devine primul președinte în exercițiu al Statelor Unite, care vizitează orașul-memorial Hiroshima distrus la 6 august 1945 de o bombă nucleară americană și soldat cu 140.000 decese. A fost criticat că nu și-a cerut iertare pentru atacurile de la Hiroshima și Nagasaki (9 august, 35.000 decese) de acum 71 de ani.

## Decese
- 1 mai: Madeleine Lebeau (n. Marie Madeleine Berthe Lebeau), 92 ani, actriță franceză (n. 1923)
- 2 mai: Afeni Shakur, 69 ani, activistă și femeie de afaceri americană (n. 1947)\
- 3 mai: Jadranka Stojaković, 65 ani, cântăreață și compozitoare bosniacă (n. 1950)
- 4 mai: Rita Renoir, 79 ani, actriță franceză de film și teatru (n. 1938)
- 5 mai: Isao Tomita, 84 ani, compozitor japonez de muzică electronică (n. 1932)
- 6 mai: Patrick Claude Ekeng, 26 ani, fotbalist camerunez (n. 1990)
- 6 mai: Margot Honecker (n. Margot Feist), 89 ani, politiciană comunistă germană (n. 1927)
- 7 mai: John Krish, 92 ani, regizor și scenarist britanic de film (n. 1923)
- 12 mai: Prințul Alexandru al Iugoslaviei, 91 ani (n. 1924)
- 12 mai: Iziaslav Ceaikovski, 77 ani, fizician, teoretician și profesor sovietic, moldovean și israelian (n. 1939)
- 13 mai: Doina Florica Ignat, 77 ani, senator român (1992-1996), (n. 1938)
- 14 mai: Neculai Alexandru Ursu, 89 ani, lingvist, filolog, editor și istoric literar român (n. 1926)
- 15 mai: André Brahic, 73 ani, astrofizician francez (n. 1942)
- 17 mai: Alexandru Lăpușan, 61 ani, om politic român, ministru al agriculturii (n. 1955)
- 19 mai: Marco Pannella, 86 ani, om politic italian, membru al Parlamentului European (1999-2004), (n. 1930)
- 20 mai: Pavel Cojuhari, 88 ani, om de stat sovietic născut în R. Moldova (n. 1927)
- 20 mai: Vasile Duță, 60 ani, om politic român (n. 1955)
- 20 mai: Bogdan Ulmu (Bogdan Ștefan Ghiță Ulmu), 65 ani, regizor român de teatru (n. 1951)
- 21 mai: Eddie Keizan, 71 ani, pilot sud-african de Formula 1 (n. 1944)
- 22 mai: Dan Condrea, 41 ani, om de afaceri român (n. 1975)
- 22 mai: Bata Živojinović, 82 ani, actor și politician sârb (n. 1933)
- 25 mai: József Tempfli, 85 ani, episcop romano-catolic român (n. 1931)
- 26 mai: Ted Dumitru (Teodorescu Dumitru), 77 ani, fotbalist (atacant) și antrenor român (n. 1939)
- 28 mai: Anatoli Laiba, 61 ani, geolog și explorator polar sovietic și rus (n. 1954)
- 29 mai: Grigore Obreja, canoist român (n. 1967)
- 30 mai: Andrei Ciontu, 82 ani, inginer și ofițer român  (n. 1933)
- 31 mai: Peter Owen, 89 ani, editor englez (n. 1927)
- 31 mai: Peter Owen, editor britanic (n. 1927)